# Klepec

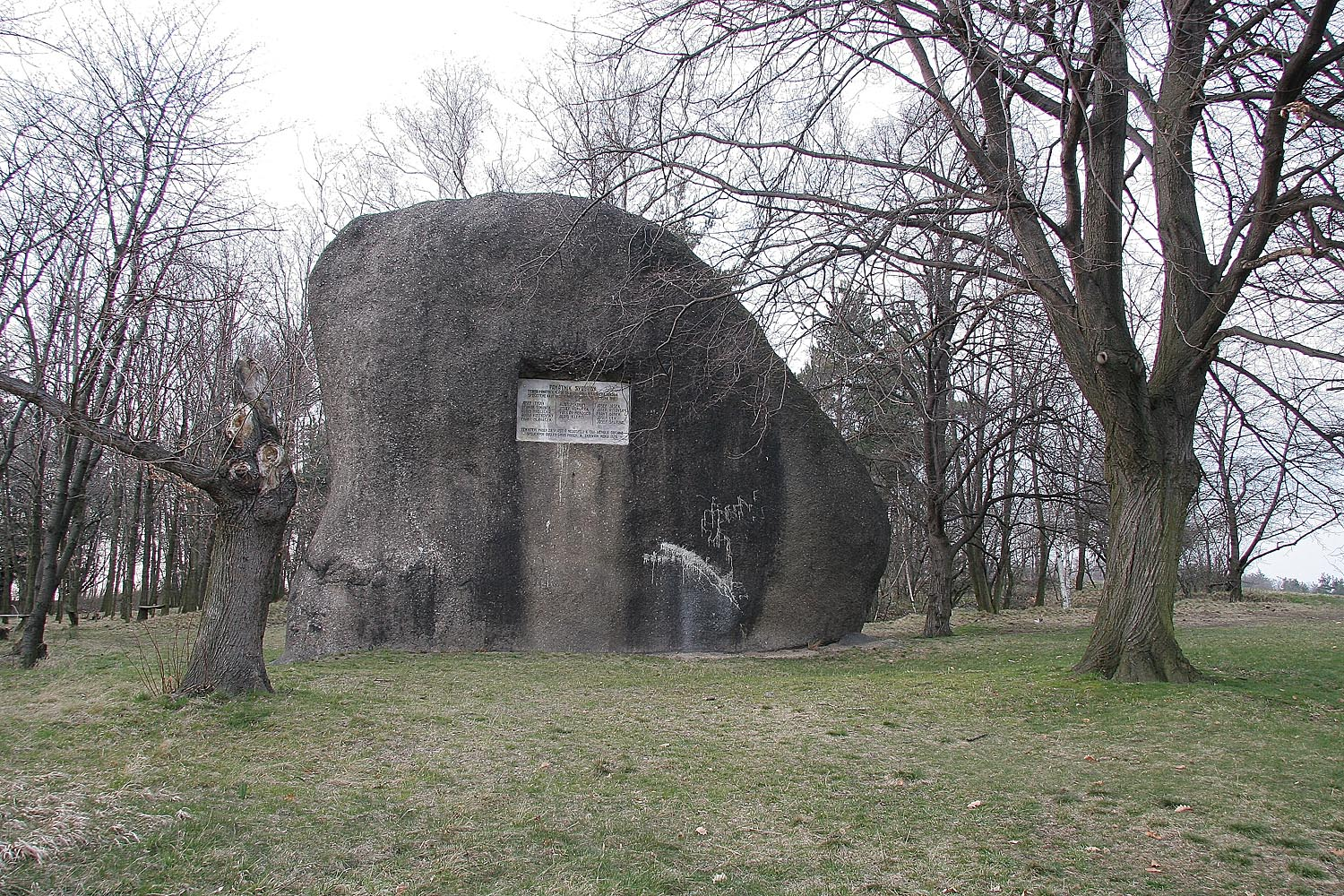
Kamenný útvar Slouha

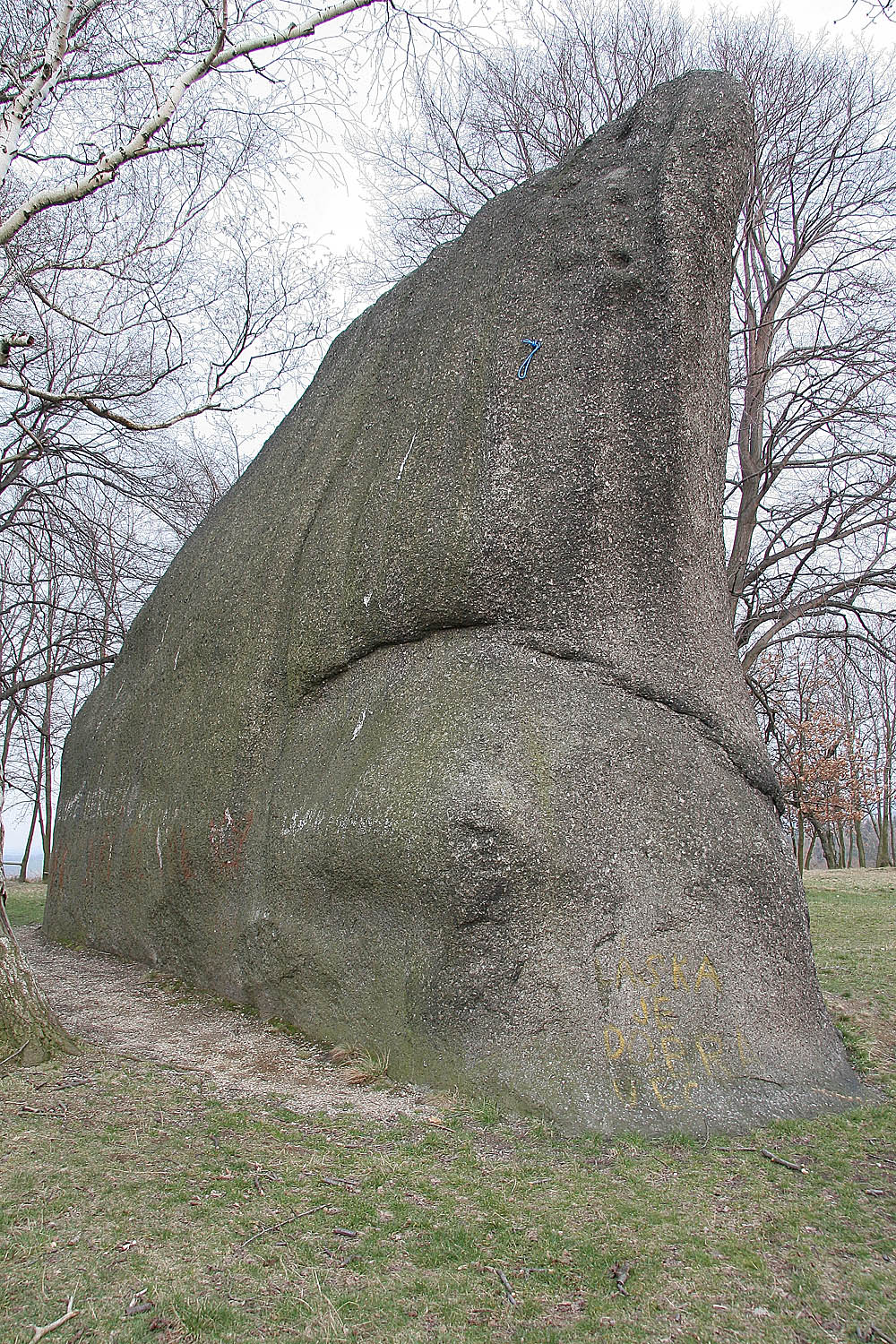
Kamenný útvar Slouha

Klepec je lesnatý vrch na rozhraní katastrálních území Přišimasy a Limuzy v okrese Kolín. Od Úval je vzdálený 4 km jihovýchodním směrem. Se svou nadmořskou výškou 358 m se vypíná nad Přišimasy, Limuzy a širším okolím. Na vrchu se nachází bizarní skalní útvary, pro jejichž zachování byl Klepec v roce 1977 vyhlášen přírodní památkou.
Starší literatura uvádí, že kameny na Klepci mohly být vztyčeny uměle jako menhiry. To ale vyvrací skutečnost, že zdejší podloží je složeno z porfyrické středně zrnité říčanské žuly, jejíž výběžky se zde jeví jako poslední, a hornina se potom táhne dále pod vrchem k východu. Balvany tedy vznikly dlouhodobým zvětráváním, které zvolna rozrušovalo jednotný ráz žulových bloků a neodolné části odplavila voda.
Největší ze žulových kolosů je „Slouha“, kterému lidé říkají „Baba“, „Ovčák“ nebo „Pastýř“ . Tento balvan měří 7 m na výšku, 8 m na délku a široký je 3 m. V roce 1920 byl přeměněn na Památník svobody a na připevněné desce jsou uvedena jména občanů Přišimas, kteří padli v 1. světové válce. Polní cestou se lze dostat k dalšímu rozsáhlejšímu skalisku, které z dálky vypadá jako obří „Zub“. Tento kus žuly je vysoký asi 3 m, v průměru měří 8 m a v obvodu 32 m. Na jeho vrcholku se nalézají prohlubně označované za obětní mísy spojované s pověstmi o pohanských obřadech. Ve skutečnosti jde i tady o dílo přírody, o dlouhodobé působení mechů, vody a lišejníků. Na jedné straně kamene byla roku 1920 zasazena tabulka na paměť shromáždění lidu v roce 1848, kdy zde lidé z různých krajů vyslechli návrhy, jak naložit s utlačováním české menšiny ve smíšeném království. Tábor lidu sem na Klepec byl svolán ještě jednou – a to v roce 1897 – tentokrát však tajně. Na Klepci bylo jednohlasně usneseno chránit českou menšinu na rakousko-uherském území. V okolí se nachází ještě další kamenné útvary, lidově nazývané „Šplíchalův kočár“ a „Obří záda“. V nižších polohách Klepce se pak nachází také dvě malá jezírka, zatopené lomy, pod nimi malá mýtina a s ohništěm a idylické prostředí dotváří kus žulové skály.
Podle nejnovější vědecké hypotézy geomorfologa RNDr. Josefa Rubína, CSc. vznikl Klepecký Slouha tzv. cibulovitou odlučností, tedy shodně jako můžeme pozorovat u jemu podobného exempláře v Novohradských horách, který leží na hranicích České republiky s Rakouskem.

## Den Země na Klepci
V dubnu se na Klepci každoročně koná regionální akce "Den Země na Klepci", pořádaná okolními obcemi, sdruženími a školami. Akce se pořádá od roku 2007. Jsou zde sehrávány reminiscence, dětská představení, ukázky řemesel, scénky v podání mateřských škol, přednášky, ukázky vlajek, proslovy starostů, tance a návštěvnost se pohybuje průměrně kolem 750 lidí.

## Zajímavosti
- balvany na Klepci se skládají z biotitického granodioritu
- na území PP Klepec lze najít vodou naplněný doupný strom
- výšku vrchu udává triangulační bod - 358,1 m n. m.
- v jezírkách roste masožravá rostlina bublinatka jižní